# フレンチ・モンタナ
フレンチ・モンタナ（英: French Montana、1984年11月9日 - ）は、アメリカ合衆国 ニューヨーク州ブロンクス区出身のラッパー。モロッコ系アメリカ人で、本名はカリム・ハルブーシ（英: Karim Kharbouch、アラビア語: كريم خربوش）。2002年から、主にミックステープを通じて知名度を獲得し、2011年11月には、大手バッド・ボーイ・レコードとメイバック・ミュージック・グループとの契約を結ぶ。2013年5月21日には、メジャーデビューアルバム『Excuse My French』をリリースした。2017年、2作目のアルバム『Jungle Rules』をリリースし、スウェイ・リーをフィーチャーした収録曲「Unforgettable」が全米3位、8xプラチナディスクに認定されるなど大ヒットを記録する。その後は3作目のアルバム『Montana』（2019年）などをリリースしている。

## ディスコグラフィ
スタジオ・アルバム
- Excuse My French (2013年)
- Jungle Rules (2017年)
- Montana (2019年)
- They Got Amnesia (2021年)